# Bergeranthus
Bergeranthus é um género botânico pertencente à família Aizoaceae.

## Espécies
- Bergeranthus addoensis
- Bergeranthus albomarginatus
- Bergeranthus artus
- Bergeranthus concavus
- Bergeranthus katbergensis
- Bergeranthus leightoniae
- Bergeranthus multiceps
- Bergeranthus nanus
- Bergeranthus scapiger
- Bergeranthus vespertinus